# Asplenium projectum
Asplenium projectum är en svartbräkenväxtart som beskrevs av Kze. Asplenium projectum ingår i släktet Asplenium och familjen Aspleniaceae. Inga underarter finns listade.